# Xystrocera laeta
Xystrocera laeta es una especie de escarabajo longicornio del género Xystrocera, categorizada en la tribu Xystrocerini, de la subfamilia Cerambycinae. Fue descrita por Péringuey en 1892.

## Descripción
Mide 20-34 mm de longitud.

## Distribución
Se distribuye por Angola, Botsuana, Malaui, Namibia, República Democrática del Congo, Sudáfrica, Zambia y Zimbabue.